# Фото (списание)
„Фото̀“ (на френски: Photo) е френско месечно списание, посветено на фотографията и издавано от издателската група „Ашет Филипаки Медиа“.
Основано е през 1967 г. от Роже Терон, който по-късно е дългогодишен директор на сп. „Пари Мач“.
Списанието е фокусирано повече върху творческите аспекти на фотографията, отколкото върху техническите. То се занимава с всички области на фотографията – от фоторепортажа до модата, артистичната фотография, фотографската техника, аналоговата и цифрова фотография.
Тиражът му е около 25 хиляди броя (2008).